# Cratere Karpinskiy
Karpinskiy è un cratere lunare di 91,4 km situato nella parte nord-occidentale della faccia nascosta della Luna.
Il cratere è dedicato al geologo sovietico Aleksandr Petrovič Karpinskij.

## Crateri correlati
Alcuni crateri minori situati in prossimità di Karpinskiy sono convenzionalmente identificati, sulle mappe lunari, attraverso una lettera associata al nome.
| Karpinskiy | Coordinate             | Diametro (in km) |
| ---------- | ---------------------- | ---------------- |
| J          | 71°00′36″N 175°46′12″E | 23,05            |